# En Lykkeper
En Lykkeper er en dansk stumfilm fra 1918, der er instrueret af Gunnar Sommerfeldt efter manuskript af ham selv og Valdemar Andersen.

## Handling
En ung student dømmes og straffes for en forbrydelse, han ikke har begået. Han drager senere bort og lever som eneboer på en ø. Her finder han en skat.

## Medvirkende
- Carlo Wieth - Peter Lykke
- Helen Gammeltoft - Vita Felix
- Erik Holberg - Gustav Binger
- Johannes Ring
- Emma Wiehe
- Marie Dinesen
- Oscar Nielsen
- Aage Schmidt